# Сент-Мари (Верхние Альпы)
Сент-Мари́ (фр. Sainte-Marie, окс. Santa Maria) — коммуна во Франции, находится в регионе Прованс — Альпы — Лазурный Берег. Департамент коммуны — Верхние Альпы. Входит в состав кантона Розан. Округ коммуны — Гап.
Код INSEE коммуны — 05150.

## Население
Население коммуны на 2008 год составляло 42 человека.
| 1962 | 1968 | 1975 | 1982 | 1990 | 1999 | 2008 |
| ---- | ---- | ---- | ---- | ---- | ---- | ---- |
| 52   | 68   | 60   | 52   | 42   | 48   | 42   |

## Экономика
В 2007 году среди 28 человек в трудоспособном возрасте (15—64 лет) 21 были экономически активными, 7 — неактивными (показатель активности — 75,0 %, в 1999 году было 81,5 %). Из 21 активных работали 17 человек (8 мужчин и 9 женщин), безработных было 4 (2 мужчин и 2 женщины). Среди 7 неактивных 1 человек был учеником или студентом, 4 — пенсионерами, 2 были неактивными по другим причинам.